# Mænd og Høns
Mænd og Høns (danès: Homes i pollastres) és una pel·lícula de comèdia] danesa del 2015 dirigida per Anders Thomas Jensen. Es va mostrar a la secció Vanguard del Festival Internacional de Cinema de Toronto de 2015. Va ser una de les tres pel·lícules preseleccionades per Dinamarca per ser la seva presentació al Oscar a la millor pel·lícula de parla no anglesa als Premis Oscar de 2015.

## Argument
Dos "germans" (Gabriel i Elias) són informats que, després de la mort del seu pare, tots dos són germanastres adoptats. Descobreixen que el seu pare biològic és Evelio Thanatos, un genetista especialitzat en investigació amb cèl·lules mare. Per conèixer la seva mare i conèixer el seu pare biològic, els Germans opten per visitar l' "Illa d'Ork" on descobreixen que tenen tres altres germanastres (Franz, Josef i Gregor). Tant Gabriel com Elias són rebuts amb pallissa. Un dels germans utilitza el cos d'un cigne mut mort per colpejar en Gabriel. Els cinc germanastres tenen llavis de llebre i trets o deformitats facials poc atractius, tot i que Gabriel afirma que va tenir quatre cirurgies correctives. Dues de les mares dels altres germans van morir en part, igual que la de Gabriel i ell sospita d'aquest fet. Això el motiva a tornar després d'una nit a casa de l'alcalde (els troba a la carretera de nit).
Durant la seva segona visita, després d'una altra baralla, Franz, Josef i Gregor admiren les habilitats de lluita de l'Elias i els deixen entrar a la casa. Després d'un àpat estrany on els Germans discuteixen sobre qui té el millor plat, se'n van al llit. L'endemà, Elias, que es masturba habitualment durant tot el dia, se'n va quan troba el lavabo ocupat. Un dels germanastres (Gregor) el segueix i presenta el bou que diu 'no tocar'. Aleshores ha d’acariciar el toro mentre diu això. Aleshores ensenya a l'Elias una habitació plena de gallines i li diu que no els importa perquè són prou grans com per posar ous. Ofereix a Elias un pollastre donant a entendre que podria tenir sexe amb ell. L'Elias està horroritzat, però en Gregor protesta que només s’entrenen fins que coneixen noies.
Aviat, Gabriel i Elias descobreixen que el seu pare ha mort i els altres germans ho han guardat en secret. Gabriel es posa en contacte amb Flemming, l'alcalde de l'illa, i fa els arranjaments per a un enterrament adequat. Gabriel, un professor, reconeix les seves difícils, peculiars i pobres habilitats socials dels seus germans. Intenten alterar l'estil de vida, aportant-los una bíblia i fomentant la comunicació en lloc de la violència per resoldre disputes. Això no té èxit del tot, ja que un germà li diu que continua interrompent i que hauria d'aixecar la mà per fer-ho.
Gabriel entra al soterrani del seu pare per conèixer la seva recerca. El germà gran ho ha prohibit com ho va prohibir el seu pare. Hi ha restes conservades d'animals híbrids al 'laboratori' i marques al terra per suggerir una altra zona amagada. Però Gabriel és trobat i eliminat per un germanastre enfadat. Quan s'ha alliberat de la gàbia del càstig n'ha tingut prou i abandona la casa, deixant enrere l'Elias.
Mentre Gabriel està fora, els quatre germans surten a buscar dones i feina, però acaben en una sèrie de contratemps en una llar d'infants i després en una residència. Quan Gabriel està a punt de sortir de l'illa amb la filla de l'alcalde, s'adona d'una cigonya amb uns peus humans minúsculs i un bec fissurat. Recorda altres animals que havia vist a la casa, com un pollastre amb peülles petites, i torna a la casa per investigar. Gabriel irromp a la part oculta del soterrani i troba els fetus conservats d'humans híbrids i les restes de les mares humanes. Els altres germans tornen i ell explica que el seu pare era estèril i utilitzava esperma animal empalmat amb algunes de les seves pròpies cèl·lules mare per fecundar les seves diferents esposes. Cadascun dels germans és genèticament part animal i les seves mares van ser sotmeses a parts mortals per cesària. Gabriel explica a cada germà amb quin animal els van empalmar: ell és en part mussol, l'Elias en part toro i els altres eren ratolí, gos i gallina. El germà gran sabia de la investigació i intenta estar orgullós del seu èxit: un 15% de pollastre, mentre que els altres tenen percentatges d'animals més baixos. Aquests animals eren mostrats als plats que discutien a l'hora de sopar. En Gabriel surt i parla amb l'Elias que és a la gàbia. L'Elias diu que no és normal i el Gabriel diu que "cap de nosaltres ho és".
Al final, els cinc germans es queden junts a la casa. L'escena final s'il·lumina suaument i intensament i s'explica com l'obertura, com si aquesta fos una faula sobre la família. Mostra els Germans envoltats de família i fills, malgrat que són estèrils.

## Repartiment
- David Dencik com a Gabriel
- Mads Mikkelsen com a Elias[4]
- Nikolaj Lie Kaas com a Gregor
- Søren Malling com a Franz
- Nicolas Bro com a Josef
- Ole Thestrup com a alcalde Flemming
- Bodil Jørgensen com a Ellen

## Reconeixements
Al XLVIII Festival Internacional de Cinema Fantàstic de Catalunya va rebre una menció especial al Premi Noves Visions One.